# Kepler-11
Kepler-11 ist ein sonnenähnlicher Stern der Spektralklasse G im Sternbild Schwan. Der Stern befindet sich etwa 2100 Lichtjahre von der Erde entfernt und wird von mindestens sechs Exoplaneten umkreist. Entdeckt wurden die Planeten durch Auswertung von Daten des Weltraumteleskops Kepler in den Jahren 2010/11.

## Planetensystem
Das Teleskop erkennt Verminderungen der Helligkeit von Sternen durch davor vorbeiziehende Planeten  (Transitmethode). Diese Helligkeitsunterschiede betragen im Falle von Kepler-11 zwischen 0,03 % (Kepler-11b) und 0,14 % (Kepler-11e) und dauern zwischen vier bis neun Stunden an. Dieses Vorbeiziehen heißt Transit. Die Transite eines einzelnen Planeten sind strikt periodisch.
Fünf der sechs Planeten des Systems haben Umlaufbahnen mit einer großen Halbachse von etwa 0,09 bis 0,25 AE. Damit würden sie sich in unserem Sonnensystem innerhalb der Umlaufbahn des Merkur befinden. Die Umlaufbahn des sechsten Planeten, Kepler-11g, hat eine große Halbachse von etwa 0,46 AE und befände sich etwas außerhalb der Merkurbahn. Durch den geringen Abstand zwischen den inneren fünf Planeten beeinflussen sie sich gegenseitig, wodurch Unregelmäßigkeiten in den zeitlichen Abständen zwischen den Transiten entstehen. Diese Unregelmäßigkeiten lassen Rückschlüsse auf die Massen der beteiligten Planeten zu. Für Kepler-11g konnte die Masse auf diese Weise nicht bestimmt werden, da sich der Planet zu weit von den anderen entfernt befindet und nur sehr wenig interagierte. Anhand von Computermodellen wurde seine Masse daher grob auf weniger als 300 Erdmassen geschätzt. Die Massen der inneren Planeten beträgt jeweils einige Erdmassen. Sie gehören zu den kleinsten der bekannten Planeten außerhalb unseres Sonnensystems, für die Masse und Größe gemessen wurden.
Die Dichten der Planeten geben Aufschluss über ihre Hauptbestandteile: so ist aufgrund der geringen Dichte von Kepler-11d und -e sowie wahrscheinlich auch von Kepler-11-f anzunehmen, dass Wasserstoff den größten Teil ihres Volumens einnimmt. Die Atmosphären von Kepler-11b und -c bestehen dagegen aus einem Wasserstoff/Helium-Gemisch, Wasserdampf oder organischen Verbindungen. Es ist anzunehmen, dass Kepler-11b und -c in der Vergangenheit über größere Anteile an Wasserstoff in der Atmosphäre verfügten, diesen aber aufgrund ihrer Nähe zum Stern verloren haben. Die Kerne der Planeten bestehen aus Gestein und Eisen.
Das Planetensystem von Kepler-11 ist flacher als unser Sonnensystem, die Umlaufbahnen der Planeten sind nahezu kreisförmig und liegen fast alle in derselben Ebene. Die Bahnebenen von Kepler-11e und Kepler-11g sind mit mindestens 0,6° leicht gegeneinander geneigt. Die geringe Bahnneigung der Planeten zueinander und zu unserer Beobachtungsrichtung machte es möglich, die sechs Exoplaneten mit Kepler und der Transitmethode zu finden. Durch die hohe Anzahl an vor dem Stern vorbeiziehenden Planeten ist es wahrscheinlicher, den gleichzeitigen Transit von mehr als einem Planeten zu beobachten. So wurde am 26. August 2010 ein dreifacher Transit beobachtet, als sich Kepler-b, -d und -e gleichzeitig vor dem Stern befanden.
| Planet (Reihenfolge vom Stern aus) | Entdeckt | Masse (Erdmassen) | Radius (Erdradien) | Dichte (g/cm³)  | Umlauf zeit (Tage) | Große Halbachse (AE) | Bahnneigung (Grad) |
| ---------------------------------- | -------- | ----------------- | ------------------ | --------------- | ------------------ | -------------------- | ------------------ |
| b                                  | 2010     | 1,9 +1,4−1,0      | 1,80 +0,03−0,05    | 1,72 +1,25−0,91 | 10,304 ± 0,001     | 0,091 ± 0,001        | 89,64 +0,36−0,18   |
| c                                  | 2010     | 2,9 +2,9−1,6      | 2,87 +0,05−0,06    | 0,66 +0,66−0,35 | 13,024 ± 0,001     | 0,107 ± 0,001        | 89,59 +0,41−0,16   |
| d                                  | 2010     | 7,3 +0,8−1,5      | 3,12 +0,06−0,07    | 1,28 +0,14−0,27 | 22,685 ± 0,001     | 0,155 ± 0,001        | 89,67 +0,13−0,16   |
| e                                  | 2010     | 8,0 +1,5−2,1      | 4,19 +0,07−0,09    | 0,58 +0,11−0,16 | 32,000 ± 0,001     | 0,195 ± 0,002        | 88,89 ± 0,02       |
| f                                  | 2010     | 2,0 +0,8−0,9      | 2,49 +0,04−0,07    | 0,69 +0,29−0,32 | 46,689 ± 0,003     | 0,250 ± 0,002        | 89,47 ± 0,04       |
| g                                  | 2010     | -                 | 3,33 +0,06−0,08    | < 4             | 118,381 ± 0,001    | 0,466 ± 0,004        | 89,87 +0,05−0,06   |